# Musik i sydöstra Europa

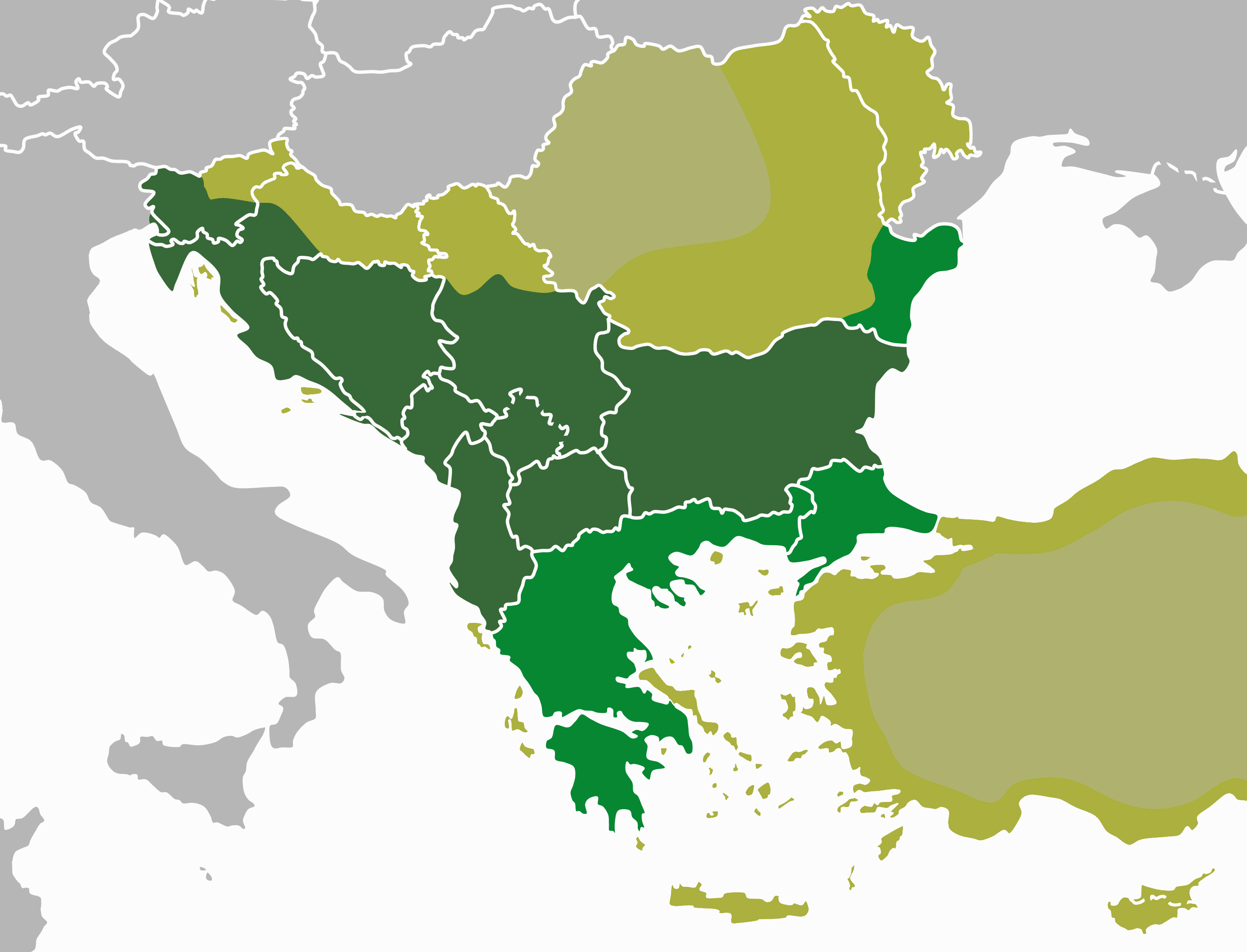
Balkan

Musik på Balkanhalvön är musiktraditionen på   Balkan - Kosovo, Kroatien, Bosnien och Hercegovina, Serbien, Montenegro, Albanien, Nordmakedonien, Grekland, Rumänien, Turkiet och Bulgarien. 

## Ursprung
Efter uppdelningen av Rom år 395 e. Kr ingick Balkan i Östrom, kallat Bysantinska riket och att den ortodoxa kristendomen fick spridning i området under 900-talet. Ungefär samtidigt flyttade slaver in i området norrifrån. Man kan säga att det var under detta skede som startskottet gick för musikens utveckling i Balkan. Under denna period fick det medeltida Serbien och Bulgarien en nära relation med det Bysantinska riket och dess kultur, vilket gjorde att man antog den bysantinska liturgin och efter ett par decennier utvecklades till slut en egen, slavisk form av liturgi, som skilde sig från den bysantinska. Under denna period gjordes det mest kyrkomusik som sjöngs på modersmålet. Musiken i Balkan tog mycket av den bysantinska musiken och använde sig av det bysantinska systemet gällande det syllabiska och melismatiska. Men långt ifrån alla länder i Balkan fick sina influenser från det bysantinska, utan många länder låg närmare Rom, till exempel Slovenien och Kroatien.
Cirka 500 år senare upphörde det dåtida Serbien i kriget om Kosovo 1389. Därefter styrdes hela Balkan av osmanska riket och just detta turkiska styre tros ha influerat den första form av musik i Balkan, både instrumentellt och melodiskt. I och med det osmanska styret kom även en ström av muslimer som influerade musiken i norr. I samband med osmanska rikets framtåg förbjöds all serbisk musik och det gjordes därför i lönndom manuskript på flera serbiska och bulgariska liturgiska sånger. Dessa bevarades i hemlighet i olika kloster. Den serbiska musiken fick alltså under hela det turkiska styret spelas i hemlighet. På grund av denna ”censur” berikades, i alla fall den bulgariska, folkmusiken och fick vissa drag från Främre Orienten. De länder däremot, som inte låg under turkiskt styre, som Kroatien och Slovenien fick mycket influenser från den västeuropeiska musiken.
År 1670 inleddes en stor migration av serber till de södra delarna av Ungern på grund av den turkiska ockupationen. Det ledde till en förändring av kyrkomusiken i Ungern som sedan spred sig mot Grekland och vissa delar av Ryssland, vilket i sin tur ledde till att grekiska och ryska musikskolor grundades. Serberna accepterade snabbt de nya influenserna. Samtidigt började ungerska kompositörer influeras av barocken som pågick i centrala Europa och många verk, men av mindre betydelse, gjordes. Samtidigt skrevs många oratorier och dramer som framfördes med musik i flera länder.
I slutet av 1700-talet började kontakten med kulturen i centrala Europa gradvis återställas vilket ledde till influenser från den ungerska monarkin som gjorde att musiken spred sig till Vojvodina i norra Serbien. Dessa musikaliska influenser spred sig sedan söderut och till de mer centrala delarna i dagens Serbien. Balkans frigörelse från turkarna, år 1867, är ett viktigt skede i Balkans musikhistoria, eftersom det var då urbefolkningen i Balkan blev mer öppen för den västeuropeiska musiken och kulturen. I Bulgarien öppnades vägen för professionella musiker och Bulgariens första musikskola upprättades. Däremot tog folket i de mer bergiga delarna av Balkan inte in lika mycket influenser utan fortsatte med sin traditionella musik och instrument.
Under andra världskriget skedde en ny diaspora av judar, återigen spreds judarna från bland annat Polen och Tyskland mot skilda delar av världen för att undkomma förintelsen. Detta gjorde att många judar tog sig fram till länderna i Balkan. Detta ledde till influenser från den judiska musiken. Efter andra världskriget blev nästan hela Balkan socialistiskt, förutom Grekland och Turkiet och så förblev det i cirka 45 år. Det ledde till att Balkan blev mer avskärmat och mer isolerat än tidigare.

## Traditionell och klassisk musik
Under industrialismen försvann mycket av den traditionella folkmusiken, på grund av att mycket manuellt arbete försvann, och arbetsvisorna fick inte samma betydelse som förr.
Under 1800-talet tog den romantiska och den klassiska stilen vid och dessa stilar hade även sina representanter i Balkan. Kornelije Stanković (1831-1865) var den första att skriva ner serbiska liturgiska låtar till riktiga noter. Från 1880-talet och framåt började kompositörer i Balkan skriva mer musik till serbiska pjäser och vokalstycken, man använde oftast traditionell musik och man såg även drag av nationalromantik.
De första riktiga tonsättarna under 1800-talet tonsatte mest vokalmusik och så var det i princip på hela Balkan.. I Bulgarien karakteriserades musiken av den anknytning den hade till folkmusiken. I Rumänien blomstrade musiken under renässansen och barocken, mest i de större städerna, och bland musiker som influerades av den dåvarande europeiska musiken. Efter upproret mot turkarna i Rumänien banades det väg för en nationell musikkultur, likadant var det för de slovenska musikerna som först kunde hävda sig vid denna tidpunkt. Detta präglade de stora tonsättarna i Rumänien och Slovenien. Kända namn i Rumänien var bland annat A Flechtenmacher och K Mikulu, som faktiskt var lärjunge hos Chopin. Flechtenmacher var också den första att framföra en operett i Rumänien, 1848.
I Slovenien var kända namn Fran Gerbic och Anton Foerster. I Kroatien var det under mitten av 1800-talet fortfarande klassicism som gällde men det fanns även de som följde den mer dominerande inriktningen romantik. Operatraditionen i bland annat Bulgarien grundades först av G Athanasov under senare 1800-talet och även instrument- och orkestertraditionen lades vid denna tidpunkt.
Under 1900-talet förde kompositören Anton Lajovic samman nyromantiken och de impressionistiska stilar som fanns i sina verk, vilket man inte märkt av tidigare. Men många kompositörer följde den samtida europeiska musiken. Under 1930-talet i Bulgarien växte den andra generationen tonsättare fram och musiken blev mer professionell med influenser av senromantiken och impressionismen. Huvuddelen av det som gjordes var symfonier, symfoniska dikter och olika sviter. Även operan och musikdramat utvecklades mycket.
I Jugoslavien utvecklades musiken i takt med de estetiska influenser som då fanns. I Bulgarien skedde ett uppsving i musiken under 1950-talet, många operor sattes upp och många nya körer startades vilket ledde till stora namn inom den klassiska musiken i Balkan. En mycket känd dirigent från Bulgarien var G Robev.
År 1886 startades den första serbiska musiktidningen av Robert Tolinger (1859-11) som kallades Gudalo, ”the bow”. Han bidrog till utvecklingen av den serbiska musiken genom sina körarrangemang och teatermusik.
1900-talet innebar en fortsatt utveckling av all musik i Balkan. I det forna Jugoslavien upprättades flera musikskolor och musikinstitutioner, det startades även många orkestrar och ensembler runt om i landet. Den snabba musikutvecklingen under denna period var på grund av forna Jugoslaviens kulturella och ekonomiska oberoende.
I Rumänien skedde det en musikalisk mognad och precis som i Forna Jugoslavien inrättades en rad musikinstitutioner, 10 musikteatrar och 50 akademiska kör- och statsensembler.
Det var under 1930-talet och andra världskrigets slut som Balkans musik upptäcktes av omvärlden, under 30-talet var det främst musiker i Bulgarien som startat verksamheter som nådde utanför landets gränser, men det riktiga genombrottet kom senare, när vissa musiker, sångare, körer och ensembler började få ett rykte utanför Balkan.

## Traditionella musikinstrument

### Blåsinstrument

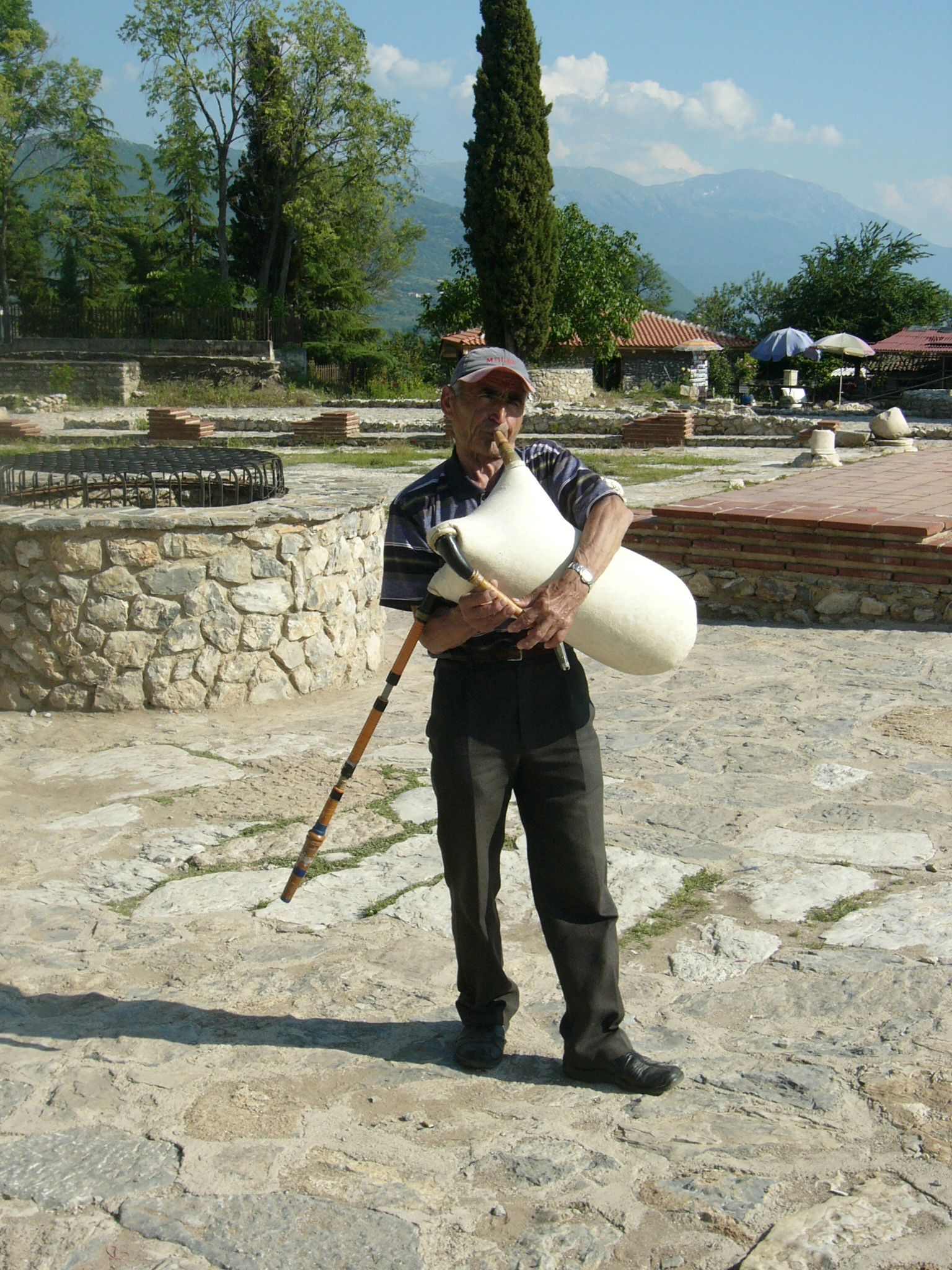
Makedonisk gajdaspelare

Gemensamt för alla de musikinstrument som används i Balkan är att de är handgjorda och årstidsbundna. Idag är den största instrumentgruppen i Balkan blåsinstrument. Ett av de mer populära blåsinstrumenten är en så kallad frula. Det är en kort cylindrisk flöjt som är cirka 30 cm. Den har sex hål och kan hittas nästan överallt i hela Balkan, inte bara bland urbefolkningen i bergsbyar, utan även i städer. En annan flöjt som används är den så kallade duduken, den har en något längre pipa, cirka 40–50 cm, men har precis som frulan sex hål. Denna flöjt hittades oftare i byar och inte i städer och är känd som ett fåraherdeinstrument. Cevera är en annan flöjt som är mer lik duduken och har en längd på 80 cm. Den har sju hål på ovansidan och fyra extra hål på baksidan för att förstärka ljudet.
Alla dessa flöjter var och är gjorda av byns egen hantverkare i olika träslag, bland annat ask och plommonträd.
En dvojnica är en dubbelpipig flöjt som oftast är kort, cirka 25 cm, och är gjord av ett helt trästycke och har tre hål på den vänstra sidan och fyra hål på den högra. Denna flöjt används oftast till improvisation. Dvojnican användes från början i de östra och bergiga regionerna.
Idag används de handgjorda instrumenten mest av unga på landsbygden, och eftersom de är handgjorda ser de ofta olika ut från by till by. Gemensamt för dem är att de används till att fira hösten, då de unga dansar och sjunger.
Gajdan är ett annat instrument som är uppbyggt som en säckpipa och används för att spela polyfoniska melodier. Den mest använda gajdan är två-dels gajdan och har ett enskilt stycke för fingersättningen, chantern, med fem hål och sedan ett långt stycke som håller en monoton surrande ton, precis som säckpipan.
På en tre-dels-gajda består chantern av två delar, den första med fem hål och den andra med ett, vilket tillåter musikern att spela två melodier samtidigt. Det finns två olika slags tre-dels gajdar, en så kallad stor gajda, där man manuellt fyller säcken till skillnad från mellan-gajdan där man använder sig av ett munstycke.
Personen som spelar gajda kallas gajda's eller gajdar. Detta instrument användes från början oftast till att spela på bröllop i de västra och östra delarna av Balkan.
Shawms är ett oboe-liknande instrument med dubbla rör och en konformad kropp. Instrumentet var från början gjort av bark. Även detta instrument är årstidsbundet och under vårnätter brukar herden spela detta instrument för flocken i hopp om att musiken skulle skydda djuren från sjukdomar.
Barktrumpeten är också årstidsbunden och är gjord av barken från limeträd. Instrumentet är 40–50 cm långt och används av herdarna, speciellt på Sankt Patricks dag då herdarna gör sina instrument och spelar melodier för att göra boskapen mer fertil.

### Stränginstrument

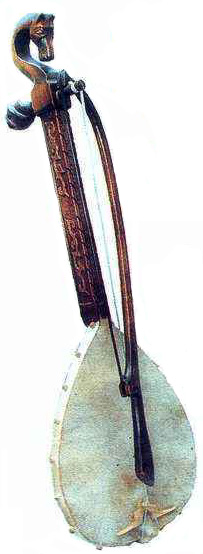
Gusle

Det vanligaste stränginstrumentet är en gusle. Det är ett en-strängigt instrument med en resonanskammare format som en romb, ofta gjort av lönn. 
Nuförtiden handgörs de flesta gusles, och genom att jämföra de olika resonanskamrarna kan man identifiera varifrån i Balkan de härstammar. De serbiska har en mer rombformad kammare och de bosniska är mer päronformade. Under början av 1900-talet hade nästan alla hushåll en gusle. Strängen som används är gjord av cirka 40 tunna tagelstrån och man använder sig av en stråke för att spela gusle, även stråken är oftast gjord av lönn och tagel. Innan man börjar spela gusle måste man stämma sitt instrument och detta görs på ett speciellt sätt, man stämmer instrumentet efter sin egen röst. Man sjunger sittande i en stol med sina ben korsade, och med instrumentet över sina knän.
Ett annat instrument mest typiskt för Serbien är cemane, det är handgjort av en enda stor träbit och har precis som den bosniska gusle en päronformad resonanslåda, men med något kortare hals. Cemanen har 3-4 strängar och användes från början till att ackompanjera sånger men används idag mest till folkdanser.
Självklart användes även fioler och violiner men de kallas tamburas.

### Membrafoner och idiofoner
Man använde sig av många trummor liknande de vi har idag, till exempel virveltrumman som i Balkan kallas daff och tamburiner, kallade daará eller dayré, och även darabukkahs, dessa hittades ofta i Kosovo och kringliggande länder.
Bland membranofoner finns en så kallad kupa, det är en formad lerklump med ett membran spänt över ena änden och i mitten av skinnet finns det ett litet hål där en läderrem går igenom som man gnider mot skinnet för att skapa ljud. Detta instrument användes oftast på karnevaler av olika slag

## Vokalsången
Den traditionella sången är mestadels sjungen av kvinnor men undantag finns. Den traditionella sången i Balkan användes ofta, precis som instrumenten, till att påverka livet, till exempel skörden, fertilitet eller som skydd mot det onda. Sångerna framförs på två sätt, antingen polyfoniskt eller monofoniskt. De kan också delas in i tre kategorier; traditionella, nya och inhemska sånger.
De traditionella sångerna sjungs oftast i ett religiöst syfte för att behålla välmåendet. Till de traditionella sångerna hör bland annat julsånger (koledarske), regnsånger (dodolske), pingstsånger (kraljicke) och andra högtidssånger. De flesta av dessa sånger framfördes ihop med folkdans och ackompanjemang, än idag framförs dessa sånger i flera länder i Balkan.
Under juletider brukade kvinnliga dansare och sångare, iklädda masker, gå från hus till hus för att bringa dem hälsa och välgång. Maskerna de bar symboliserade kampen mellan gott och ont. Det fanns det även en manlig motsvarighet som bestod av herdar och bönder.
Under påsken återupprepas samma ritual, en grupp kvinnor går från hus till hus och sjunger påsksånger för att ge en bättre skörd.
På sommaren, under den regnfattiga perioden, gick den yngsta och den äldsta kvinnan i byn, kallad dodola, tillsammans sakta genom byn och sjöng traditionella sånger. Byborna hällde då vatten på dodolan. I gengäld fick kvinnorna mat och olika frukter som var i behov av regn.
Det fanns också traditionella sånger som inte var bundna till någon speciell tid på året. Dessa var nästan enbart framförda av kvinnor och de populäraste var bröllopssånger (svadbene pesme). Sångerna sjöngs några dagar innan och efter ett bröllop, oftast till bruden och brudgummen men även till andra viktiga personer runt omkring bröllopet. Beroende på sin relation till brudparet fick man olika namn. Dessa var till exempel Pevice, Svadbarice eller Endje. Sångerna framfördes unisont eller stämvis.
Under begravningar sjöngs det också sånger. I många delar av Balkan var det populärt att sjunga kukati för den avlidne, det vill säga att man bara gled på samma ton. En annan sorts sång under begravningar var tuzbalice. Där improviseras melodin och en passande text över en förbestämd form. I flera länder är begravningssångerna inte kända som sånger, utan plakanje, som översätts gråtande.
När kvinnor tog hand om boskapen och männen skördade, speciellt under sommaren, brukade kvinnorna sjunga speciella sånger med långa utdragna toner, även dessa hade improviserade texter, melodier och former. Detta var en slags call and response-sång. När två eller tre kvinnor var klara med en vers, svarade de andra med samma text. Sångerna var långa och kan kallas ballader, när sångerna framfördes vilade männen från skörden.
De så kallade nya sångerna skiljer sig från de traditionella på så sätt att den övervägande tyngden ligger på individen, i dessa sånger finns till exempel oftare solister. Sångerna är inte lika könsbundna utan sjungs av både män och kvinnor. Man lade större tyngd på basen och tog in mer europeiska harmoniseringar.
I de nya sångerna samarbetar basen och melodistämman mer än förr, melodin är också mer bestämd, vilket leder till att harmonier lättare uppstår, speciellt när en tredje stämma frigörs. Basstämmorna, som ofta är sjungna av flera män överröstar ibland melodistämman så att bara basstämman hörs.
Inhemska sånger är nästan alltid framförda med ackompanjemang, och vissa är skrivna av välkända kompositörer. Dessa sånger är strukturerade på ett mer riktigt sätt än de andra sångerna, alltså enligt tonika, dominant och så vidare. Sångerna är mer komplexa och har en skriven melodi med fyra verser.

### Vokalsångens uppbyggnad
Generellt för den traditionella vokalsången är att de oftast är syllabiskt uppbyggda. Den vanligaste är med åtta stavelser, till exempel 3+5, eller 5+3, osymmetrisk uppbyggnad. Symmetrisk uppbyggnad, 4+4 är inte lika vanligt. Strofrader med fler än åtta stavelser är mycket ovanligt, men det används från 7 till 12 stavelser. Den rytmiska uppbyggnaden i sången kan ändras eftersom man ofta skjuter in nya ord i texten, hövlighetsord som kära mor, älskade och så vidare. Detta gör att uppbyggnaden av olika delar i sångerna kan vara komplicerade.
Vanligt i de inhemska sånger som finns är A-A-B-B-B-B. Västerländska uppbyggnader som AA, AB eller ABA är inte alls vanliga i Balkan. Melodierna är till strukturen strofiskt uppbyggda och vanligast är den tvåradiga frasen. Enradiga strofer förekommer, men oftast i barn– och rituella visor. I den reciterande sången och parlando-rubato-sången har inte melodin någon speciell längd, utan den formas helt av texten. Melodins form ändras också ofta på grund av långa upprepanden av just den frasen. Detta gäller mest julsånger och vissa arbetsvisor.
De traditionella sånger som sjungs i Balkan har ofta en melodi uppbyggd från bland annat diatoniska, pentatoniska eller harmoniska skalor. De flesta melodier har fallande intervall, men inhemska sånger kan ha ganska stora intervall i melodin, detta gör det lättare för den mer västerländska harmonisering de har. De vanligaste intervallen är kvinter och kvarter. I Bulgarien är melodin ofta uppbyggd på eoliska, frygiska och doriska skalor. Rena durskalor är däremot mycket ovanligt i hela Balkan.
Rytmiken i Balkan skiljer sig från den västerländska, även om det finns mycket 3-takt och 4-takt så går de flesta låtar i 7/16, 5/16 och 9/16. 2-takt förekommer också, den är den vanligaste dansrytmen. Till de lite mer komplicerade rytmerna används en ”rytmprofil” för dansarna. I 5/16-takt uppdelas den i två undergrupper – en om två slag och en om tre eller tvärtom. Stegen i dansen är då formade likadana – ett kortare steg och ett längre. Denna dans kallas Paydiushka. Tillhörande till danserna är att en trumma alltid markerar det förkortade steget.
I Bulgarien hade man en speciell slags körsång, det började med tvåstämmig sång, som bestod av en melodistämma och en bordunton. Den första stämman sjöngs av en enskild person och vid sidan av denna stod en eller flera personer och sjöng borduntonen. Dessa sånger hade ofta mycket smalt omfång och de sjöngs antifonalt, det vill säga en grupp sjunger visan, för att sedan besvarar en annan. Typiskt för den tvåstämmiga sången är det lilla eller stora sekundintervallet som ständigt upprepas. I de mer västliga delarna av Bulgarien finns en annan speciell form av fyrstämmig sång. Den uppstår när två helt olika visor sjungs samtidigt, den ena gruppen sjunger en långsam melodi med höga toppar medan den andra gruppen sjunger en visa i ett mer snabbt och strikt tempo i ett lägre register.

## Modern musik i Balkan
Den moderna musiken i Balkan låter olika beroende på vart man kommer, men det finns många gemensamma nämnare.
De flesta låtarna går i udda taktarter till exempel 7/8, 11/8, 9/8 och så vidare. Uppbyggnaden av låtarna är också lika. Det finns nästan alltid en improviserad del i låtarna, alltså en solodel. Instrumenten som används idag är också mycket lika. Populära instrument i dagens musik är klarinett och dragspel. I till exempel Rumänien spelar man oftare fiol och cembalo.
I hela Balkan finns det brassband, även om det låter olika. Slagverk är en gemensam nämnare, idag används ofta vanliga moderna trumset men det finns ofta en rytmisk del med mer traditionella instrument som darabukkah, tapan och davul.
Populärmusiken i Balkan kan beskrivas som smörig och sliskig, ofta är det ballader.

### Popfolk
En av de mest populära genrerna i Balkan är popfolk, den upptog kampen mot den vanliga folkmusiken för bara tio år sedan. Det är en mix av etnisk-, folk-, dans- och populärmusik. Rytmerna är oftast orientaliskt inspirerade. Denna genre kan ses som en och samma genom Balkan men går man längre in ser man att varje land har sitt eget slags popfolk och de influeras ständigt av varandra och det kan därför vara svårt att se en klar gräns mellan de alla.
I Rumänien har man manele, i Serbien turbofolk och i Bulgarien har man chalga. Alla dessa former av popfolk är dagens populärmusik i de flesta delar av Balkan.

### Turbofolk
Turbofolk är en subgenre från popfolk och är ursprungligen från Serbien, men förekommer även i Grekland, Turkiet och Bulgarien. Denna genre startades under 1980-talet och är en fusion av olika influenser och stilar. 
Genombrottet kom runt 1991 då en lokal radio-DJ i Belgrad började mixa ihop traditionella låtar med dansrytmer från discolåtar, och sände dem på radio. Till en början lät låtarna mer som kommersiell folkmusik som var populär under 1970-talet. Låtarna hade ofta ett budskap eftersom krig pågick, en låttitel var "No one can touch us".
1993 kom låten "200 na satt", som på svenska betyder ”I 200 knyck”. Det var den första riktiga turbofolken och var en cover på 2 Unlimiteds låt ”No limit”. Många musiker reagerade på att detta kallades turbofolk och ansåg att detta inte hade något med ordet ”folk” att göra. De ansåg att musiken övergått till ren popmusik. Vid denna tidpunkt var turbofolken inte lika samhällskritisk som förr och hade i princip inget budskap alls.
Turbofolk fick till en början sin inspiration från den kommersiella och neo-folkmusiken. Sången var rytmiskt uppbyggd. Rytmikens helhet var hämtat både från Rumänien, Mellanöstern och den turkiska/grekiska popfolken. Brassinstrument var populärt inom genren.
Turbofolk idag har inte samma syfte som den hade förr, idag är den i princip populärmusik men vissa drag åt turbofolk kan hittas. Idag representeras turbofolken av personer som Baja, Mile Kitić, Jovan Perišić, Željko Joksimović och Mitar Mirić.
TV-kanalerna RTV Pink och RTV Palma är kända för att sända mycket turbo-folkmusik. Musiken är delvis politiserad men ses både av vänster och höger som något som den andra sidan äger.

### Marcial Ngonga
I Rumänien finns en annan slags popfolk kallad manele, och ses som en blandning av turkiska och arabiska låtar. Manele existerade redan under 1800-1900-talet men om man pratar om manele idag menar man inte denna musik.
Modern manele har alltså inte mycket av sitt ursprung kvar. Manele har sitt ursprung i de orientaliska länderna och Balkan och man märker en stark influens från zigenarmusiken.

### Chalga
Bulgariens version av popfolk heter chalga, och den uppstod som de andra popfolkmusikgenrerna under 1980-talet. Under kriget var inte musiken särskilt prioriterad och utvecklades därför inte mycket, men när kriget tog slut uppstod en ny kultur och musik spelades överallt, vilket ledde till många nya musiker och stilar.
Idag har chalgas popularitet ökat och tagit över mycket av den pop som idag finns i Grekland och Serbien. Genrer som idag tävlar med chalga i Balkan är hiphop och rap. Chalgan spelas oftast på dansklubbar och lokala pubar.

### Annan populärmusik
I hela Balkan spelas fortfarande mycket av den gamla folkmusiken i nya tappningar. Populärt i Bulgarien är bröllopsmusiken och ett populärt band är Iso Papasovs bröllopsband. I dagens bröllopsmusik är sättningen lite annorlunda och består av trumset, elbas, elgitarr, dragspel, klarinett och saxofon, ofta med en solosångare. Något som fortfarande utövas i Bulgarien och är körsången, som fått ett rykte i hela världen och det anordnas tävlingar bland dessa körer.
Något som finns kvar sen långt tillbaka är traditionen kring brassband. Under krigstiden i samband med turkarnas välde växte en slags militärmusik fram, där trumpeten hade en central roll. Detta var under mitten av 1800-talet, och det var under denna tid flera fabrikstillverkade instrument började bli populära, däribland dragspel, saxofon och klarinett.
När turkarna drog sig ur Balkan användes instrument som trumpet, istället till att komponera folksånger och underhållningssånger. Detta var populärt i Serbien, Nordmakedonien och Bulgarien. Efter en tid tog zigenarna över traditionen och gjorde mer komplicerade melodier och rytmer.
Internationellt sett är de största banden och kompositörerna från Balkan Gogol Bordello, Balkan Beat Box och Goran Bregovic. Dessa band är alla på något plan inspirerade av folkmusiken eller i alla fall musiken från förr. Gogol Bordello är en blandning av rock, folk, pop, punk och balkan brass, medan Balkan Beat Box ligger mer åt världsmusikhållet, med inslag av hiphop och electronica.